# Myzopoda schliemanni
Myzopoda schliemanni là một loài dơi đặc hữu của Madagascar. Chúng có đặc điểm được cho là giống với Myzopoda aurita.